# Чхатрапати Шиваджи Махарадж Васту Санграхалая
Чхатрапати Шиваджи Махарадж Васту Санграхалая (маратхи छत्रपती शिवाजी महाराज वस्तुसङ्ग्रहालय, хинди छत्रपति शिवाजी महाराज वस्तुसङ्ग्रहालय, англ. Chhatrapati Shivaji Maharaj Vastu Sangrahalaya (CSMVS)), прежнее название — Музей принца Уэльского Западной Индии (англ. Prince of Wales Museum of Western India) — главный музей города Мумбаи (штат Махараштра). Был основан в начале XX века на средства почётных горожан при поддержке правительства в честь визита принца Уэльского. Расположен в самом сердце Южного Мумбаи возле Ворот Индии. Музей был переименован в начале 2000-х годов в честь Шиваджи, основателя Маратхской империи.
Здание музея было построено в индо-сарацинском архитектурном стиле с включением элементов других стилей (монгольского, маратхского и джайнийского). Музей окружён пальмовыми садами и цветниками.
Фонды музея насчитывают более 50 000 экспонатов как древней индийской истории, так и истории других земель. Все экспонаты разделены на три секции: искусство, археология и естественная история. Артефакты индской цивилизации и прочие реликвии древней Индии относятся ко временам правления Гуптов, Маурьев, Чалукья и Раштракутов.

## История

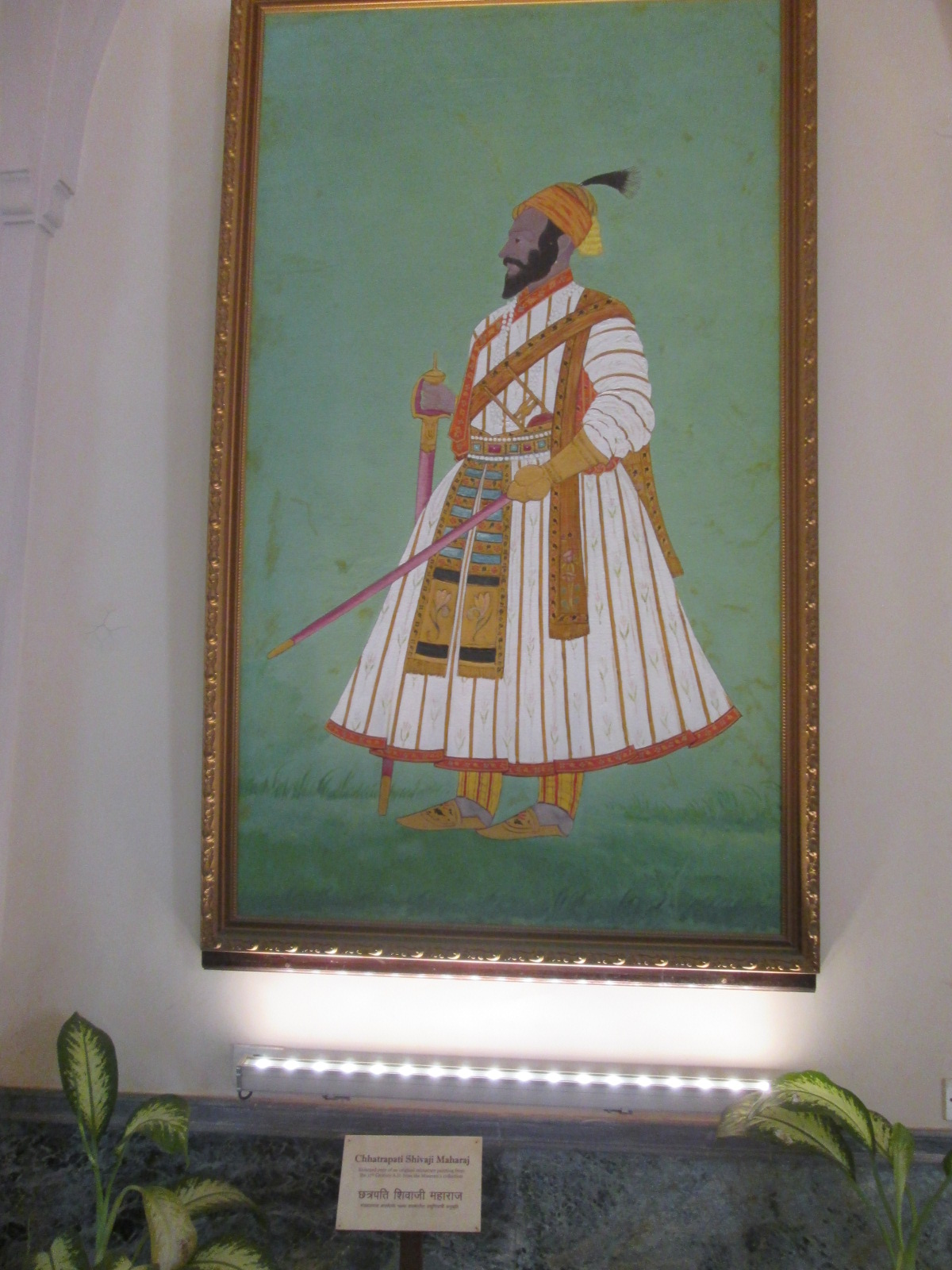
Портрет Шиваджи на входе в музей

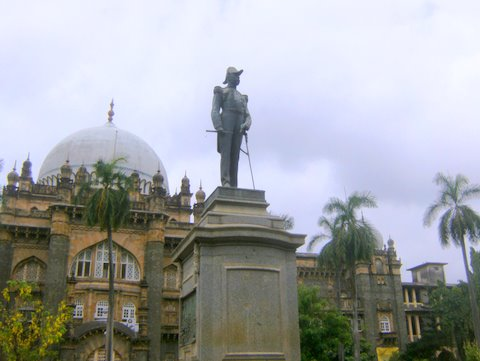
Статуя принца Уэльского, будущего британского императора Георга V

В 1904 году некоторые представители элиты Бомбея решили основать музей и назвать его в честь тогдашнего принца Уэльского, будущего короля Георга V. Первый камень в фундамент был заложен принцем Уэльским 11 ноября 1905 года. 1 марта 1907 правительство Бомбейского президентства выделило музею земельный участок, где он располагается по сей день. По результатам открытого конкурса 1909 года создание проекта музея было поручено архитектору Джорджу Уиттету, который до этого уже проектировал здание главпочтамта в Бомбее, а в 1911 году он же спроектировал одну из самых известных достопримечательностей Мумбаи — Ворота Индии.
Возведение здания музея было завершено в 1915 году, впрочем, первоначально использовалась как детский приют и военный госпиталь времён Первой мировой войны. Открытие Музея принца Уэльского состоялось 10 января 1922 года, церемонию проводила леди Ллойд, жена Ллойда Джорджа, губернатора Бомбея.
Здание музея является местной достопримечательностью I степени и в 1990 году получило первую премию (англ. Urban Heritage Award) от бомбейского отделения общества Индийского наследия. Музей был переименован после того, как городу вернули историческое название (колониальное Бомбей было заменено на первоначальное Мумбаи).

## Архитектура

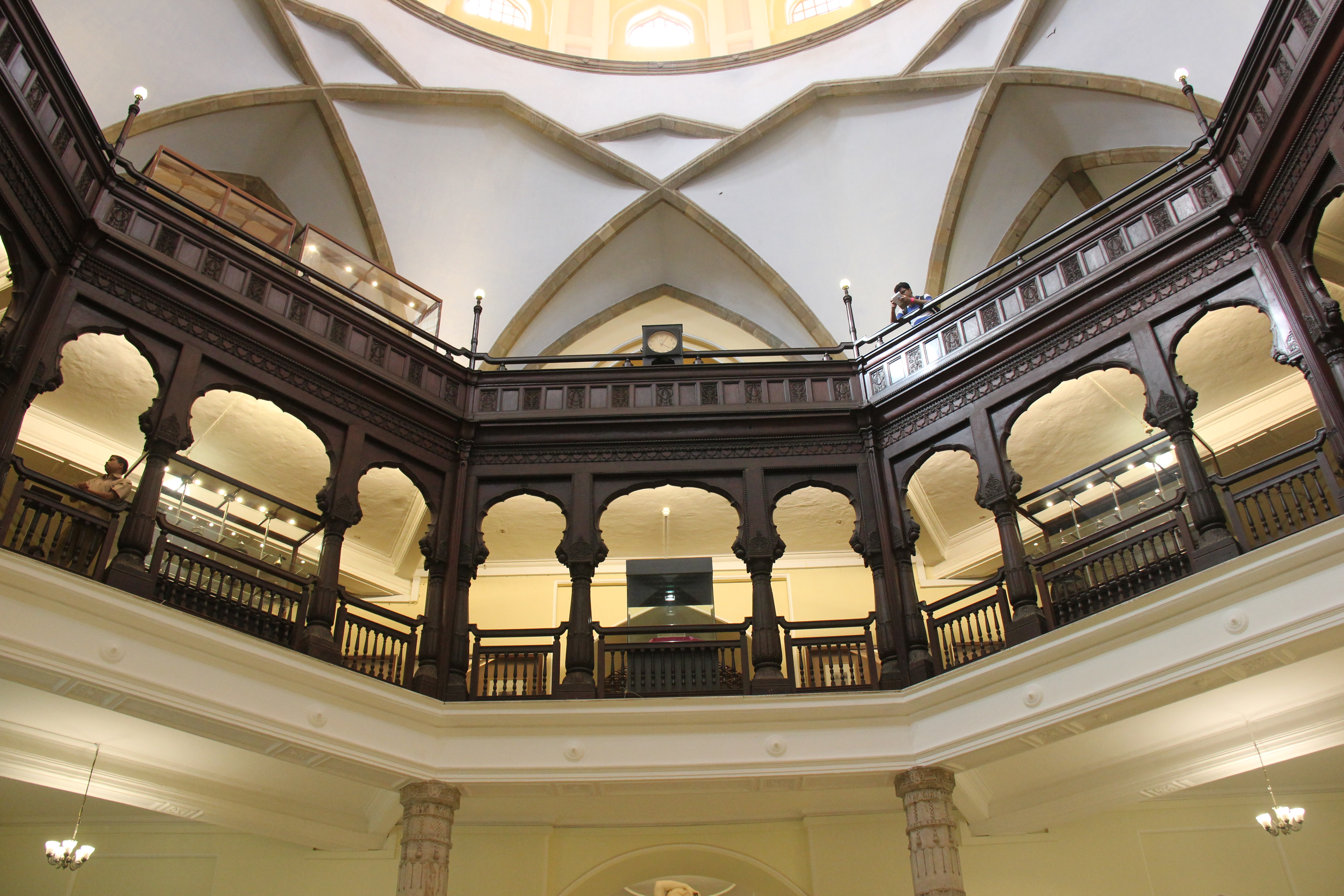
Главный холл музея

Музей был построен из местного серого базальта, и светлого трахита. Здание является трёхэтажной прямоугольной постройкой, увенчанной куполом, установленным на базе, что образует дополнительный этаж в центре здания. Центральный купол окружают башенки с миниатюрными куполами.
По программе модернизации (2008) в восточном крыле музея планируется дополнительно создать 2 800 м² площадей для размещения нескольких новых галерей, консервационной студии, визитной выставочной галереи и конференц-зала. В музее также находится библиотека.

## Коллекция

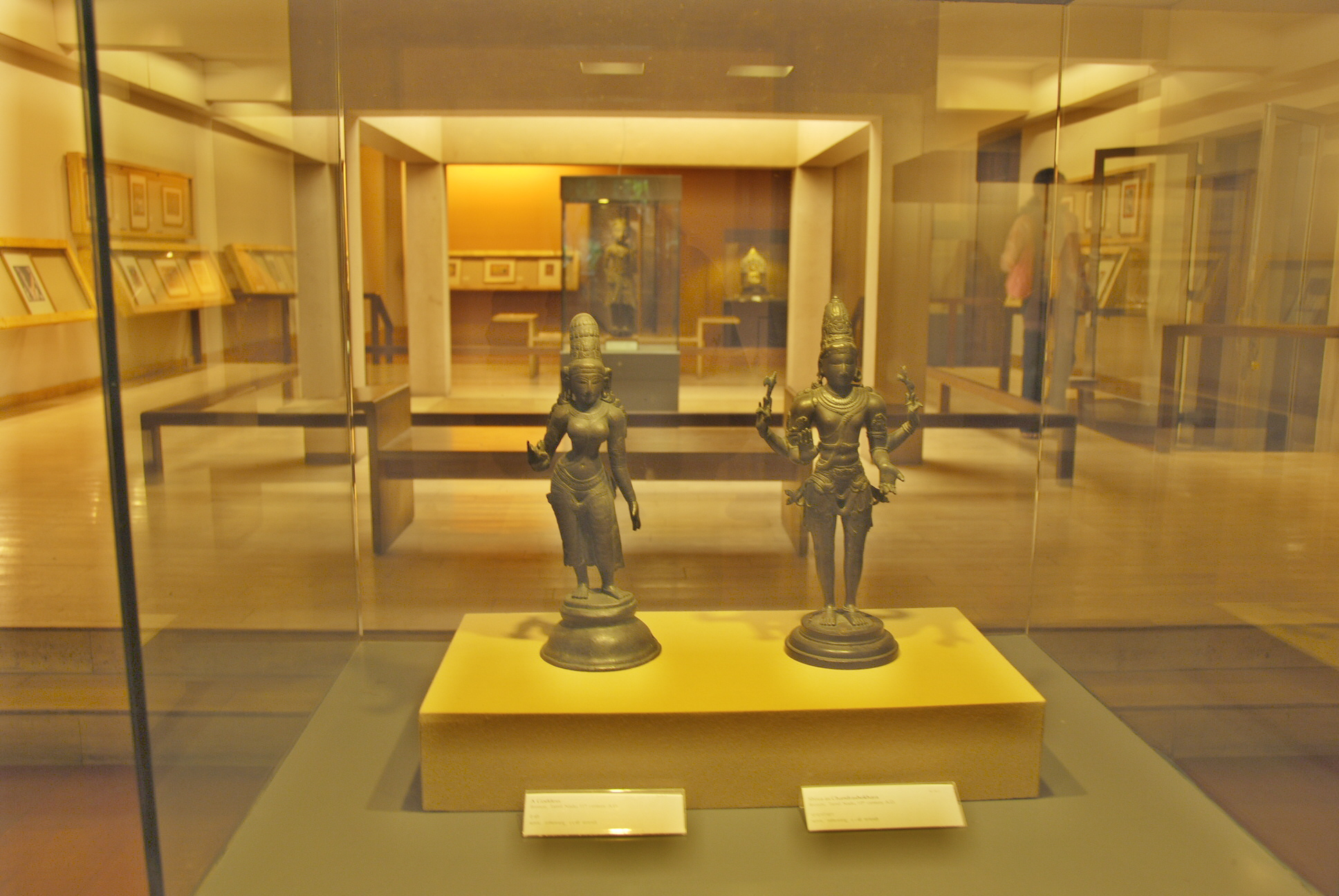
Галерея Карла и Мехербая Кхандалавала

Экспозиция музея насчитывает около 50 000 экспонатов, разделённых на три основные секции: искусство, археология и естественная история. Кроме того музей имеет секцию лесоводства, где экспонируются образцы древних пород, выращенных в Бомбейском президентстве, а также небольшую геологическую коллекцию местных горных пород, минералов и окаменелостей. Галерея морской славы, где выставляются экспонаты морской навигации в Индии, является первой из подобных в стране. В 2008 году в музее были открыты две новые галереи, в которых представлены коллекции Карла и Мехербая Кхандалавала и Монеты Индии.

### Художественная секция

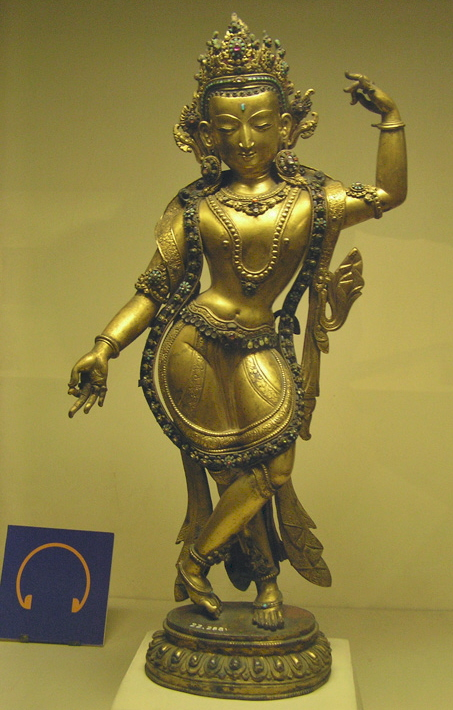
Танцующий Кришна из Непало-Тибетского отделения. Непал, XVIII век

Художественная секция представляет коллекцию сэра Пурушоттама Мавджи, приобретённую в 1915 году, а также коллекцию сэра Ратана Таты и сэра Дорабджи Таты, приобретённые 1921 и 1933 годах соответственно.
Коллекция миниатюр включает произведения представителей главных школ индийской живописи: могольской, раджастханской, пахарийськой и деканской. Также в коллекции есть манускрипты на пальмовых листьях, датированные XI-XII веками, пахарийские рисунки начала XIX века, а также рисунки султанского периода. Среди самых известных манускриптов «Анвар-Сухайли» с иллюстрациями, выполненными в студии монгольского императора Акбара I, а также рукопись XVII века индийского эпоса «Рамаяны», из Мевара.
Артефакты, изготовленные из слоновой кости, датированы ещё временами правления Гуптов. Фонды музея также содержат декоративные артефакты, такие как ткани, могольские изделия из нефрита, изделия из золота и серебра, художественные изделия из металла. Также есть коллекция европейской живописи, китайского и японского фарфора, слоновой кости и нефритовых изделий, других произведений непальского и тибетского искусства. Также в музее есть экспозиции, посвящённые оружию и амуниции (доспехи Акбара I, датированные 1581 годом).

### Археологическая секция
Толчок к развитию археологической коллекции музея дали скульптуры и монеты, переданные из музея в Пуне, а также коллекция бомбейского отделения Королевского азиатского общества. Сейчас коллекция содержит рыболовные снасти, оружие, украшения, орудия мер и весов народов индской цивилизации (2600—1900 до н. э.). Кроме того музей имеет артефакты с раскопок буддийской ступы в Мирпур-Хасе, скульптурную коллекцию времён империи Гуптов (280—550 гг.), терракотовые фигурки из Синда начале V века, артефакты, датированные временами правления Чалукья (VI—XII века, Западные Чалукья и Раштракуты), а также скульптуры Раштракутов (753—982) из пещер Элефанты.

### Секция естественной истории
Помощь в создании секции естественной истории оказало Бомбейское общество естественной истории. Секция содержит инсталляции естественной среды обитания отдельных групп животных, диорамы, иллюстрирующие индийскую дикую природу. Среди экспонатов секции фламинго, птицы-носороги, индийские бизоны и тигры.

### Новые галереи
Фотогалерея музея под названием От Бомбея до Мумбаи — дверь на Восток с лицом, обращённым на Запад была открыта 29 января 2015 года. Галерею открывал Нил Макгрегор, директор Британского музея (Лондон), который также прочитал иллюстрированную лекцию на тему «Мировая культура» в центральном фойе музея.
В октябре 2008 года была открыта «галерея Кришны», где выставлены произведения искусства, посвящённые богу Кришне, а в марте 2009 была открыта «галерея Вишну».

## Галерея

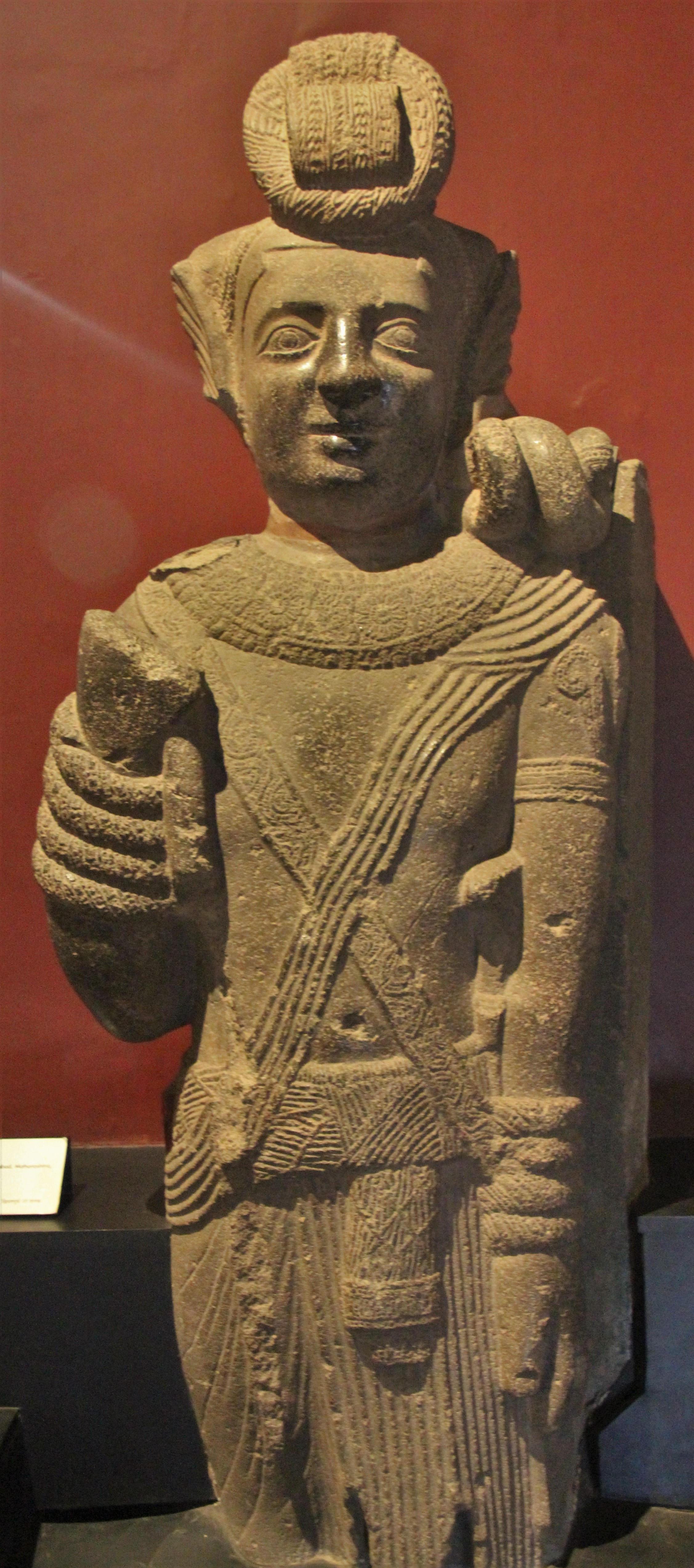
дварапала Якша (II в.)
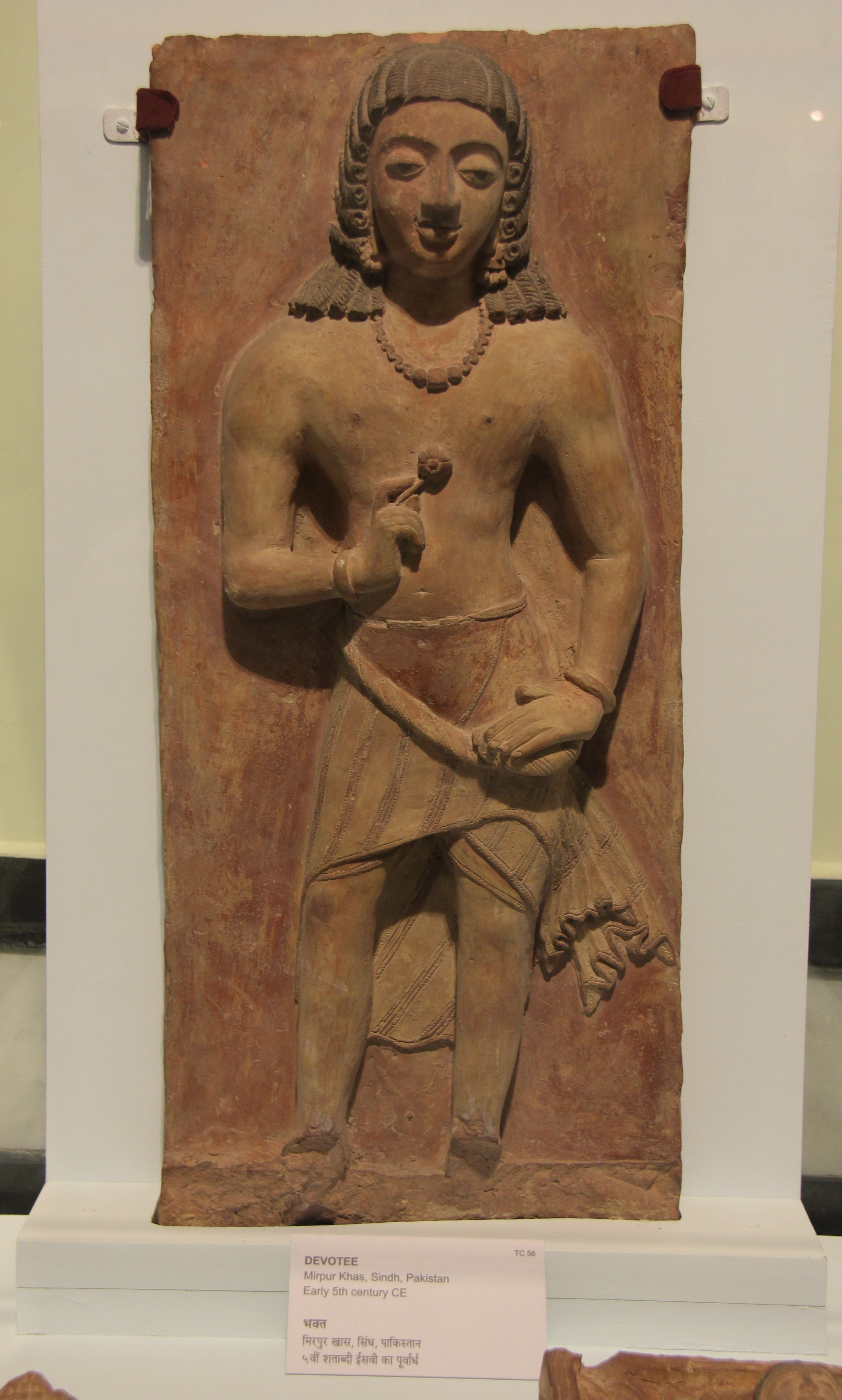
Статуя из Синда (ныне Пакистан; V в.)
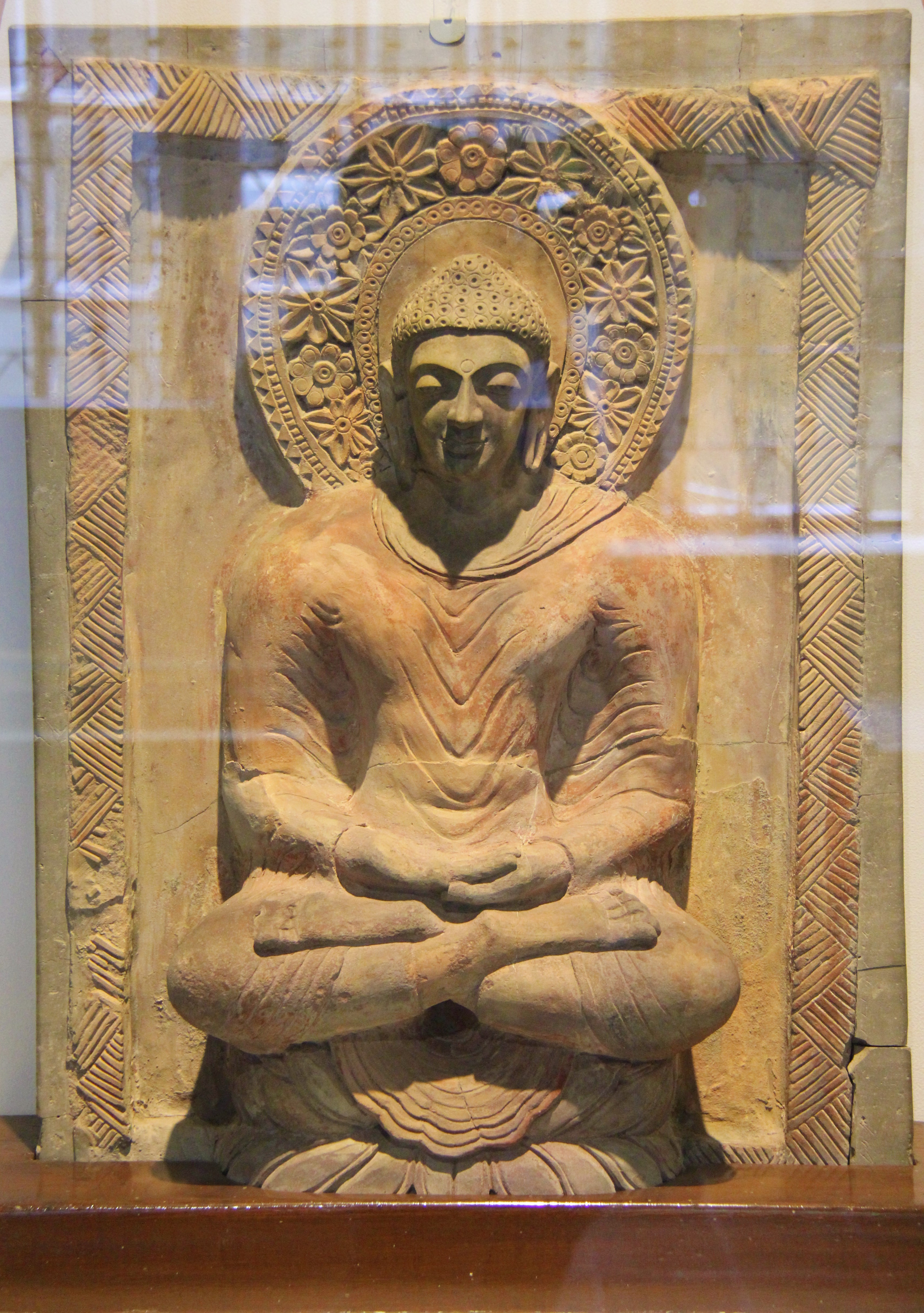
Терракотовая статуя Будды, Мирпур-Хас (V в.)
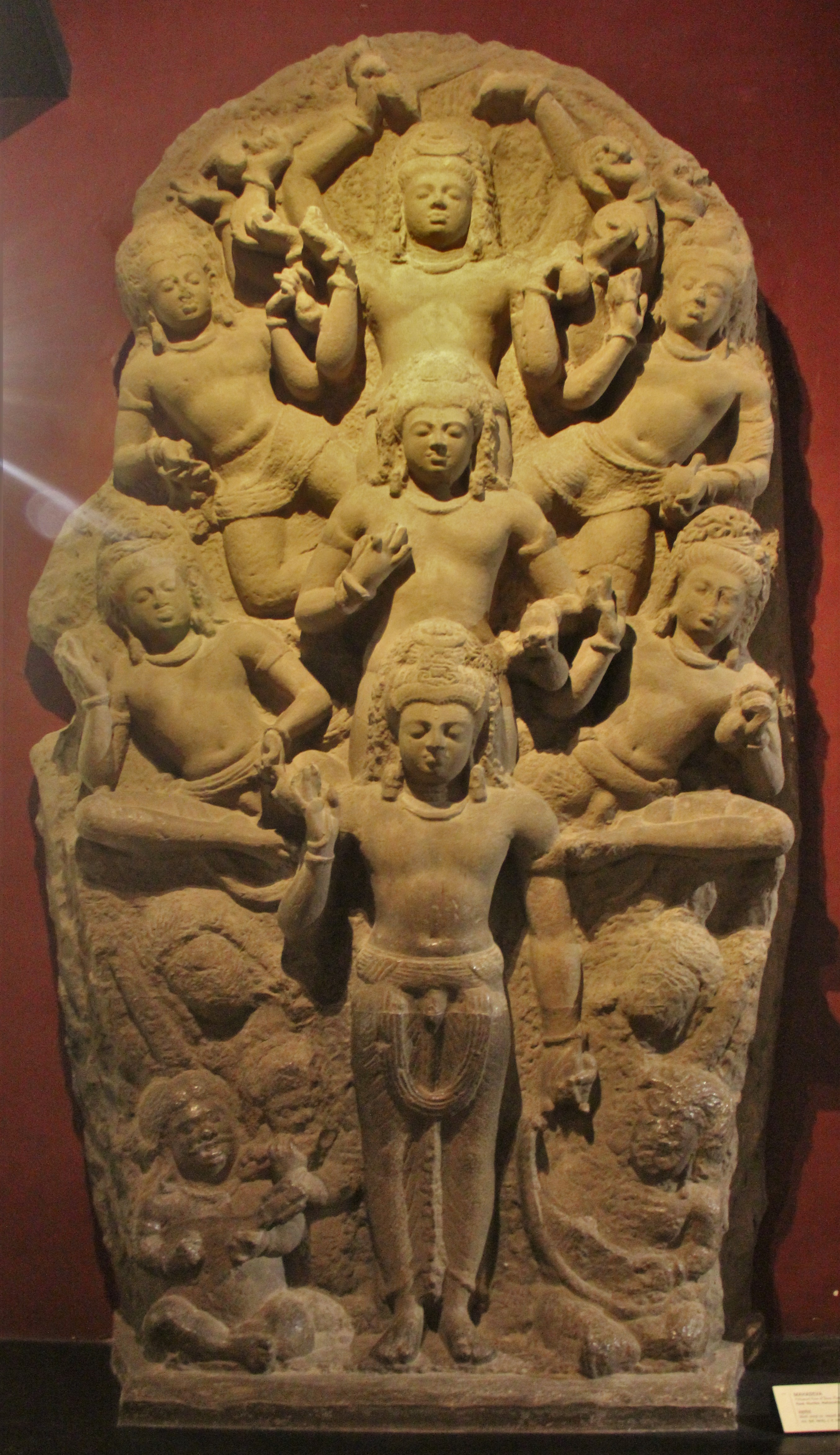
Гипсовая копия аштамурти (VI в.)
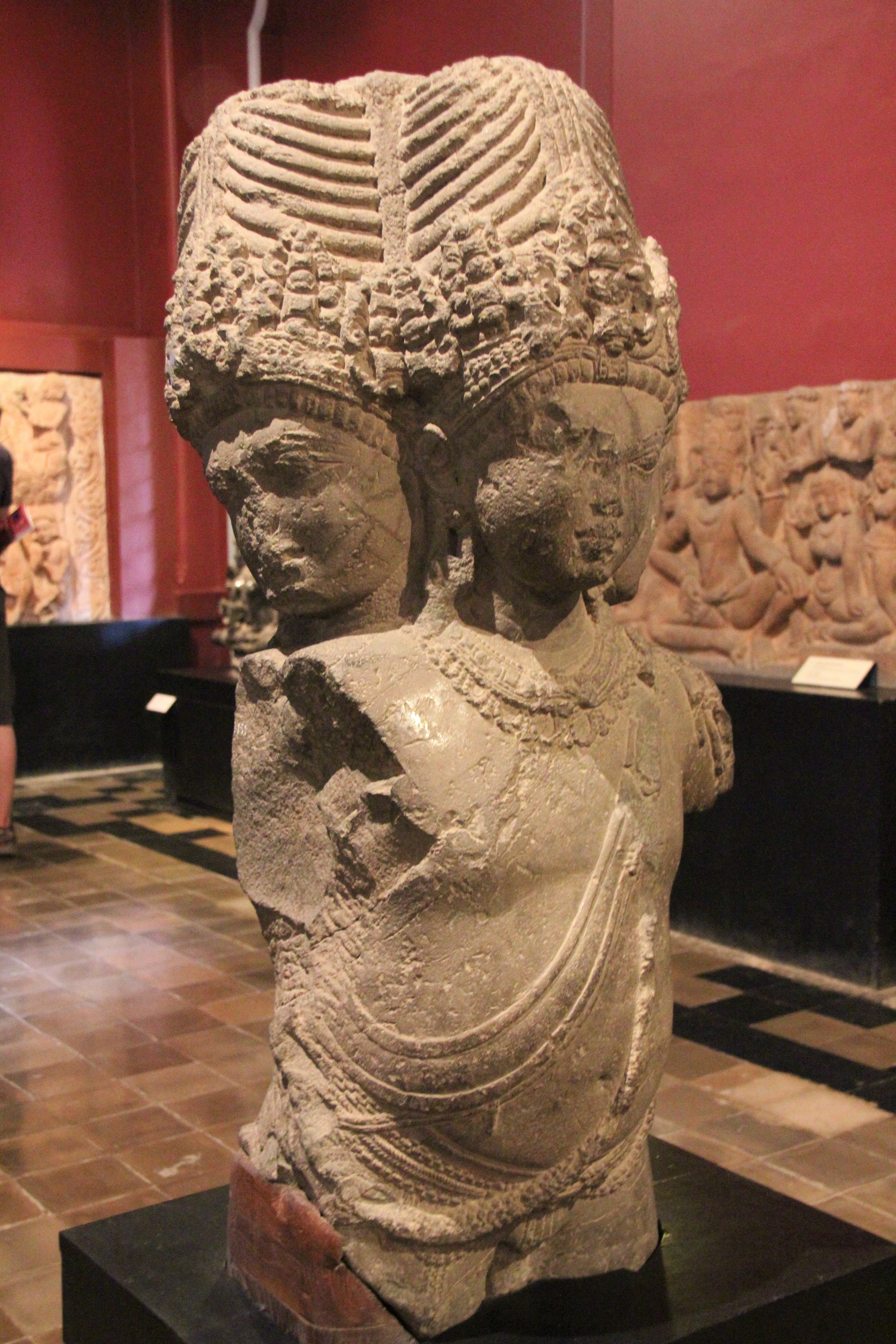
Базальтовая статуя Брахмы, найденная в пещерах Элефанты (VI в.)
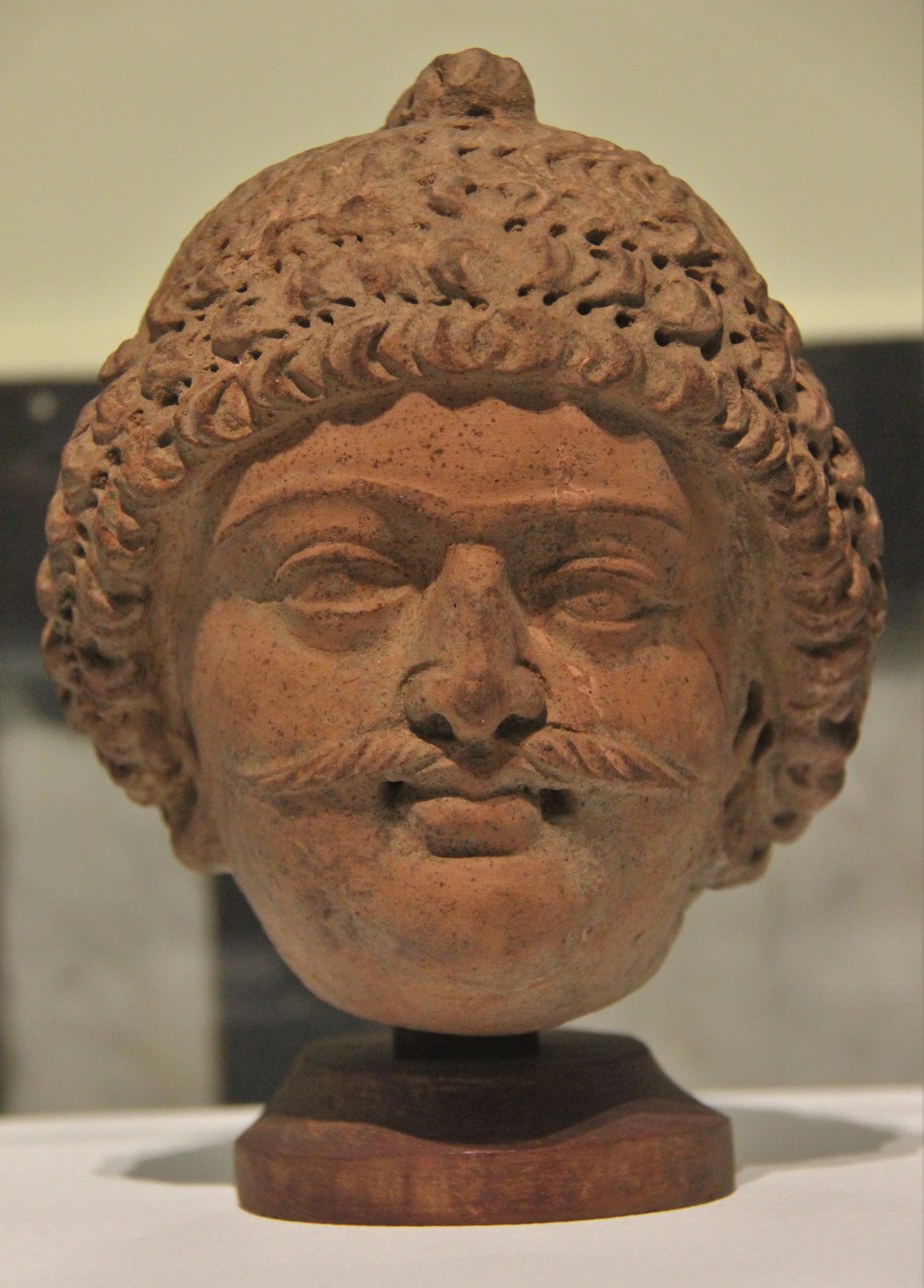
Терракотовая голова (VI в.)
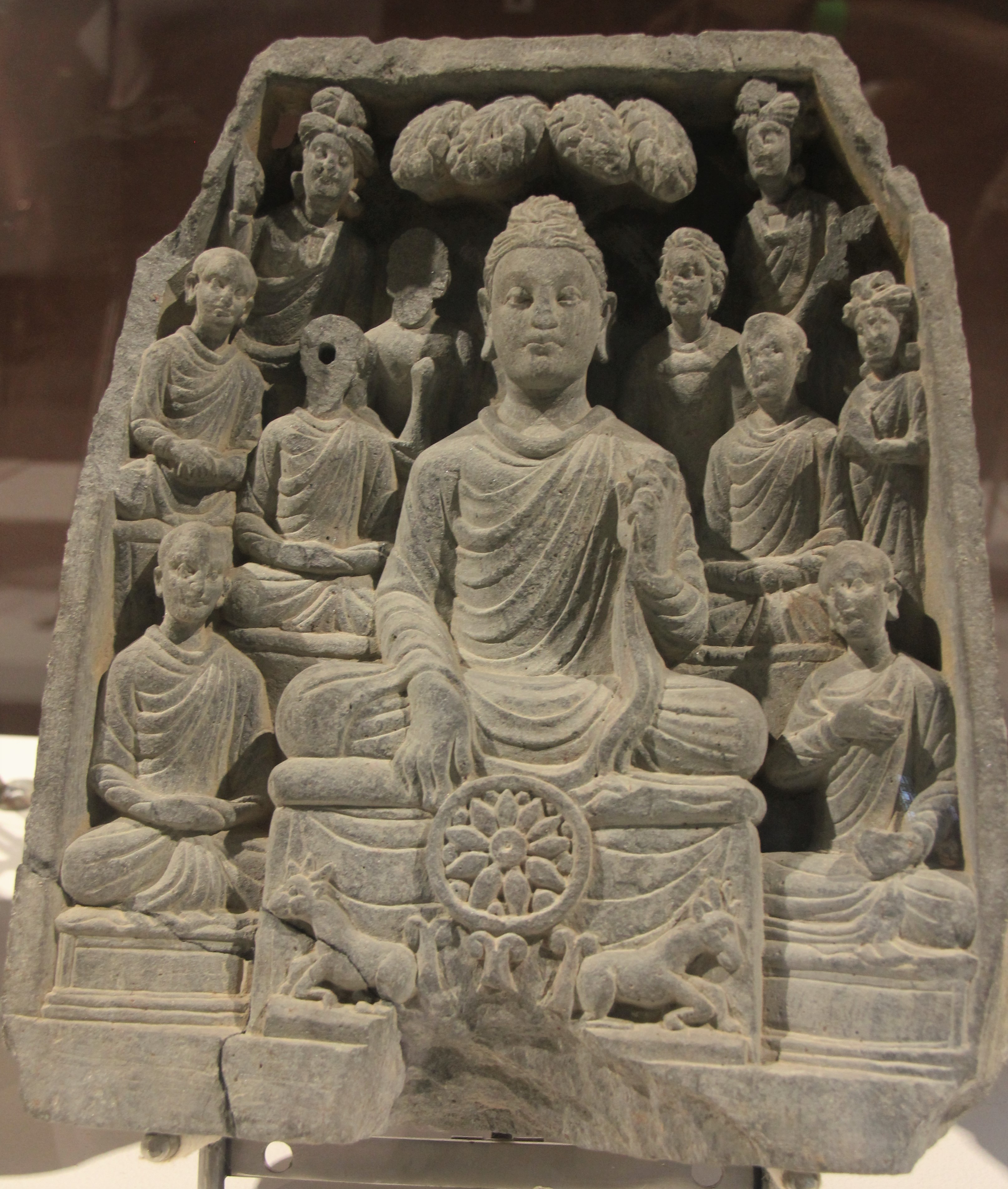
Статуя Будды, Сарнатх, Варанаси
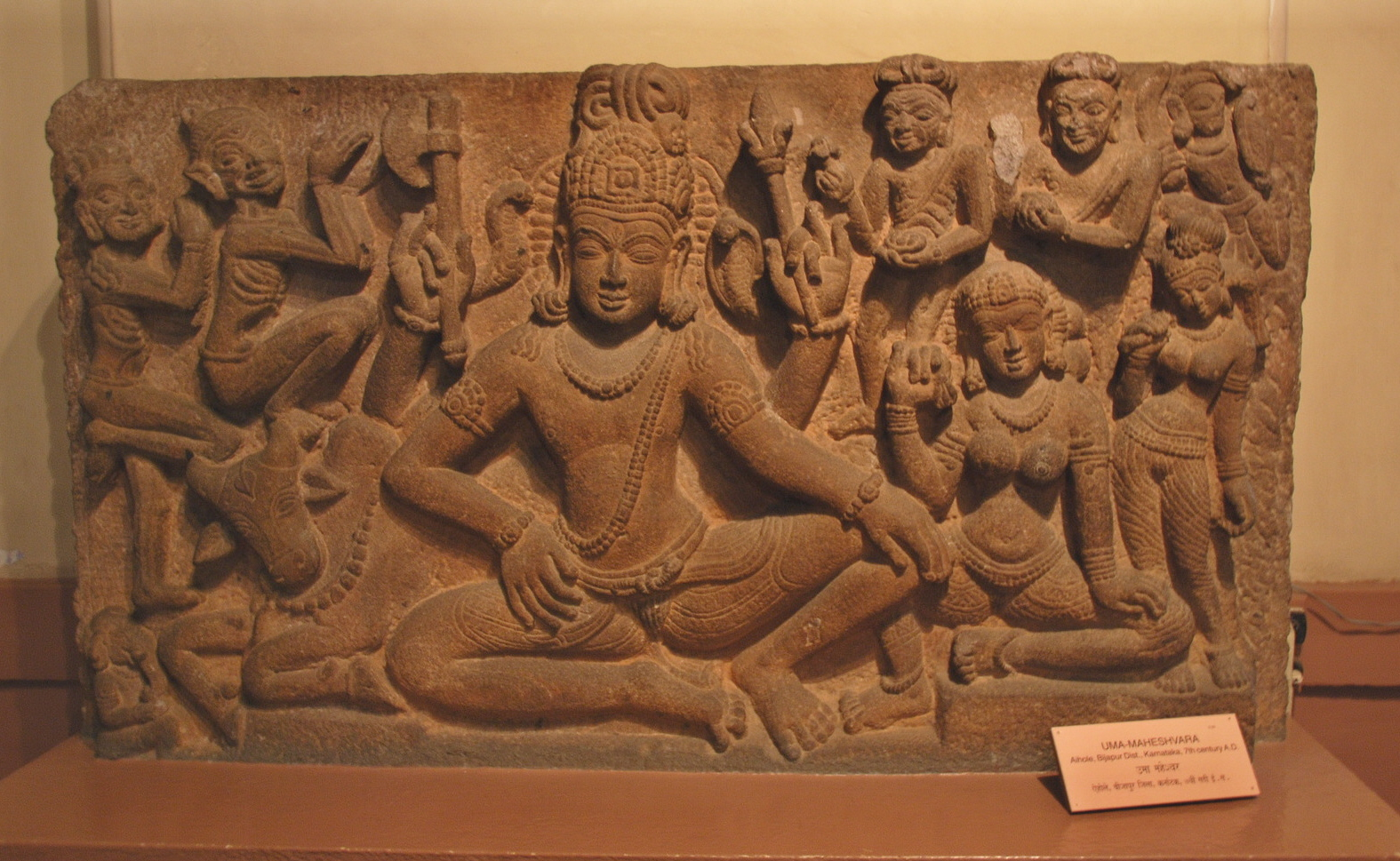
Ума-Махешвара, Айхоле (VII в.)
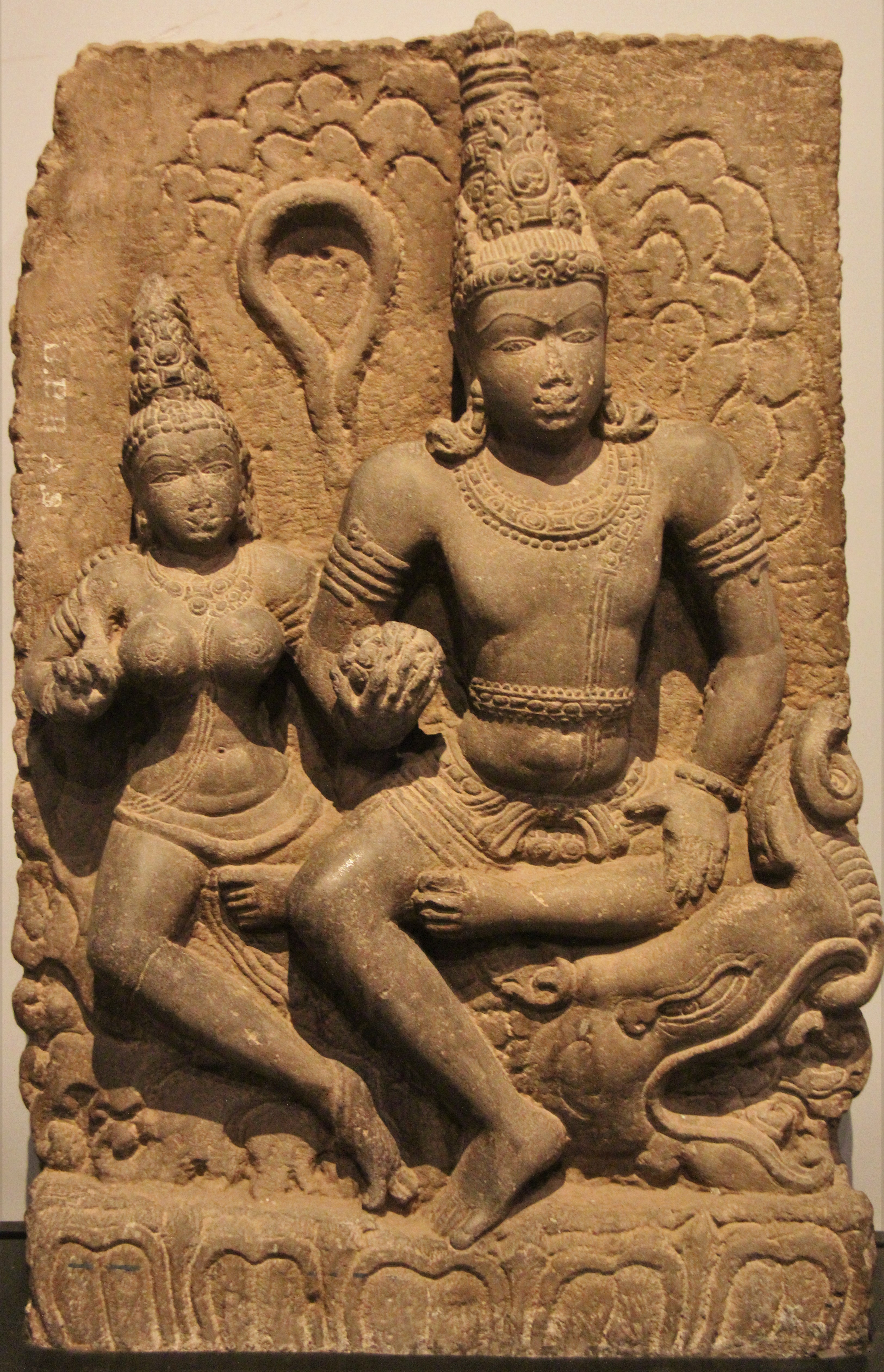
Варуна из Варунани[англ.], Карнатака (VIII в.)
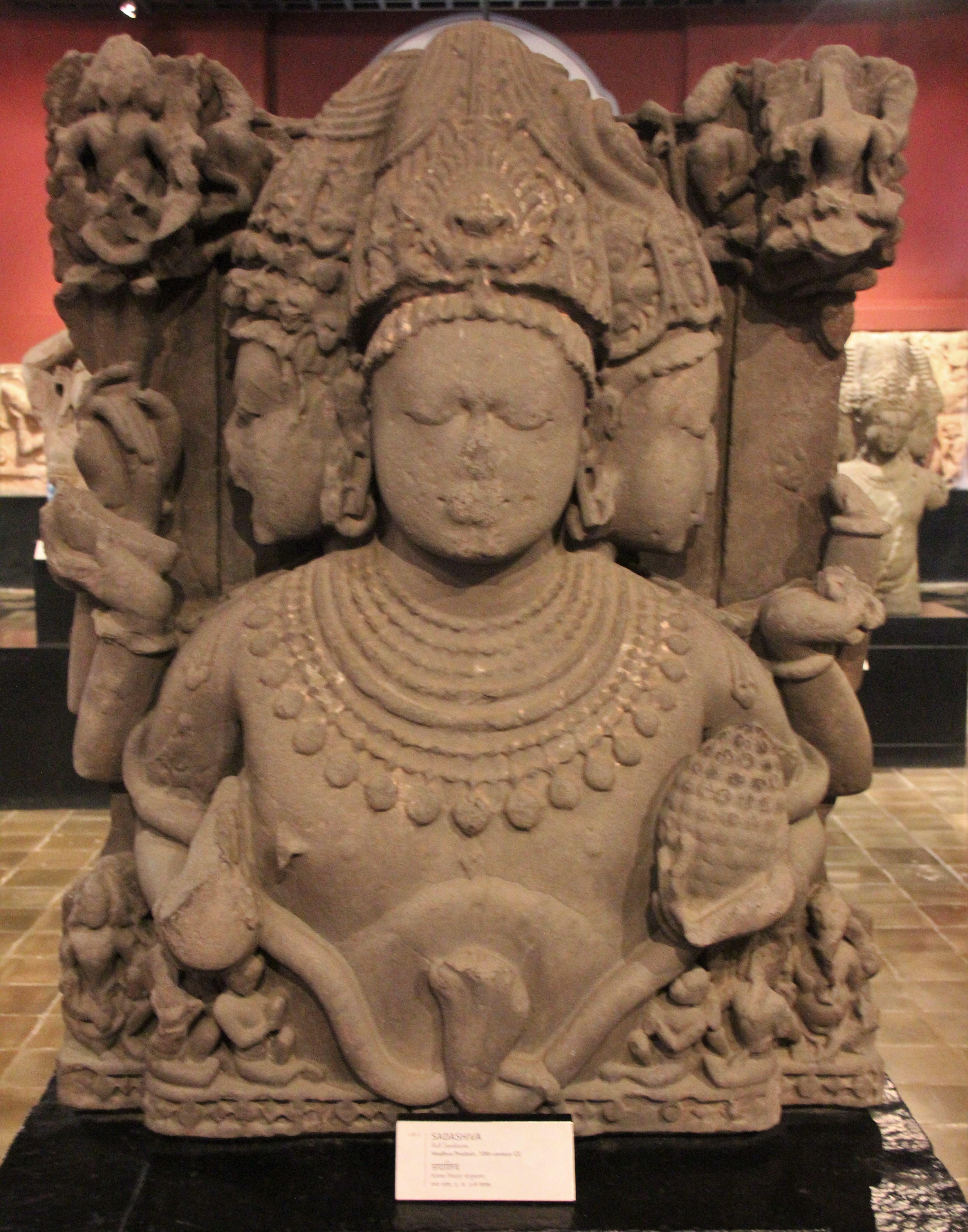
Статуя Садашивы из песчаника, Мадхья-Прадеш (X в.)
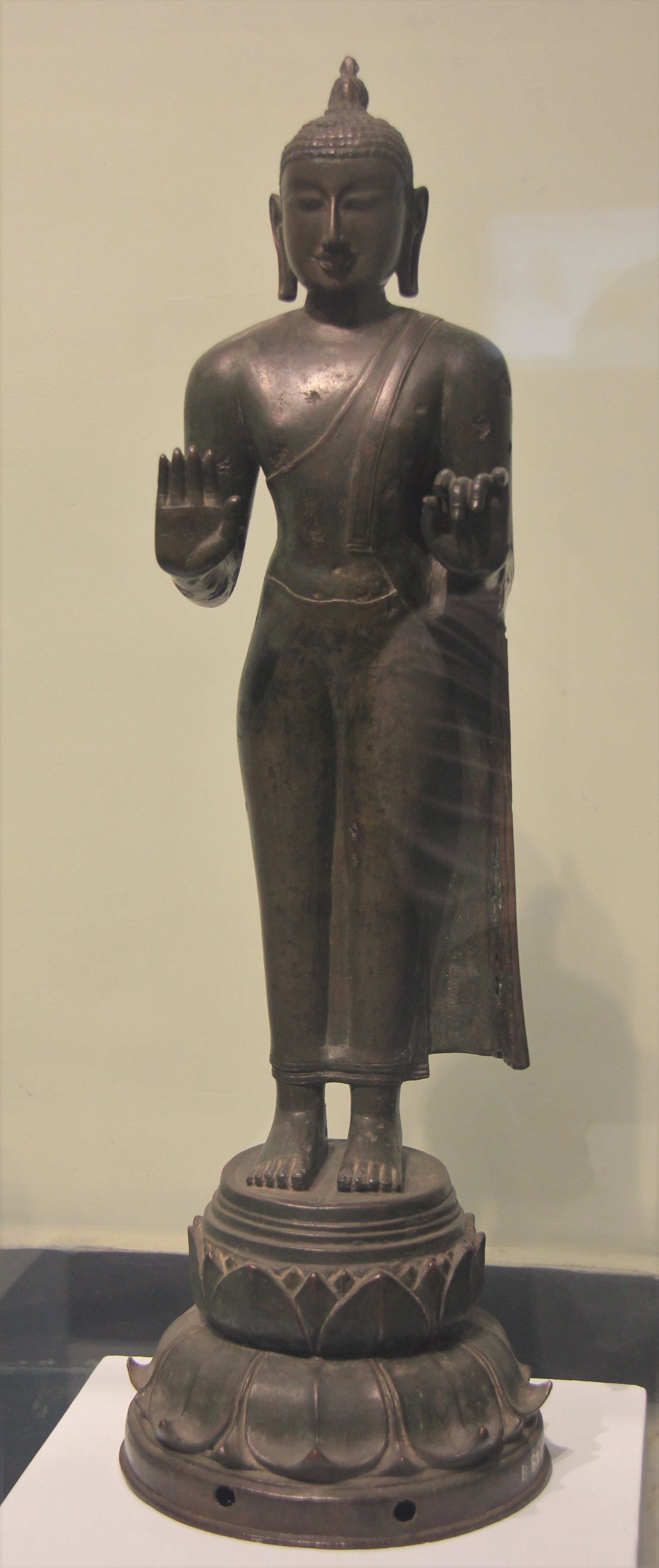
Статуя Будды, Нагапаттинам, Тамилнад (X в.)
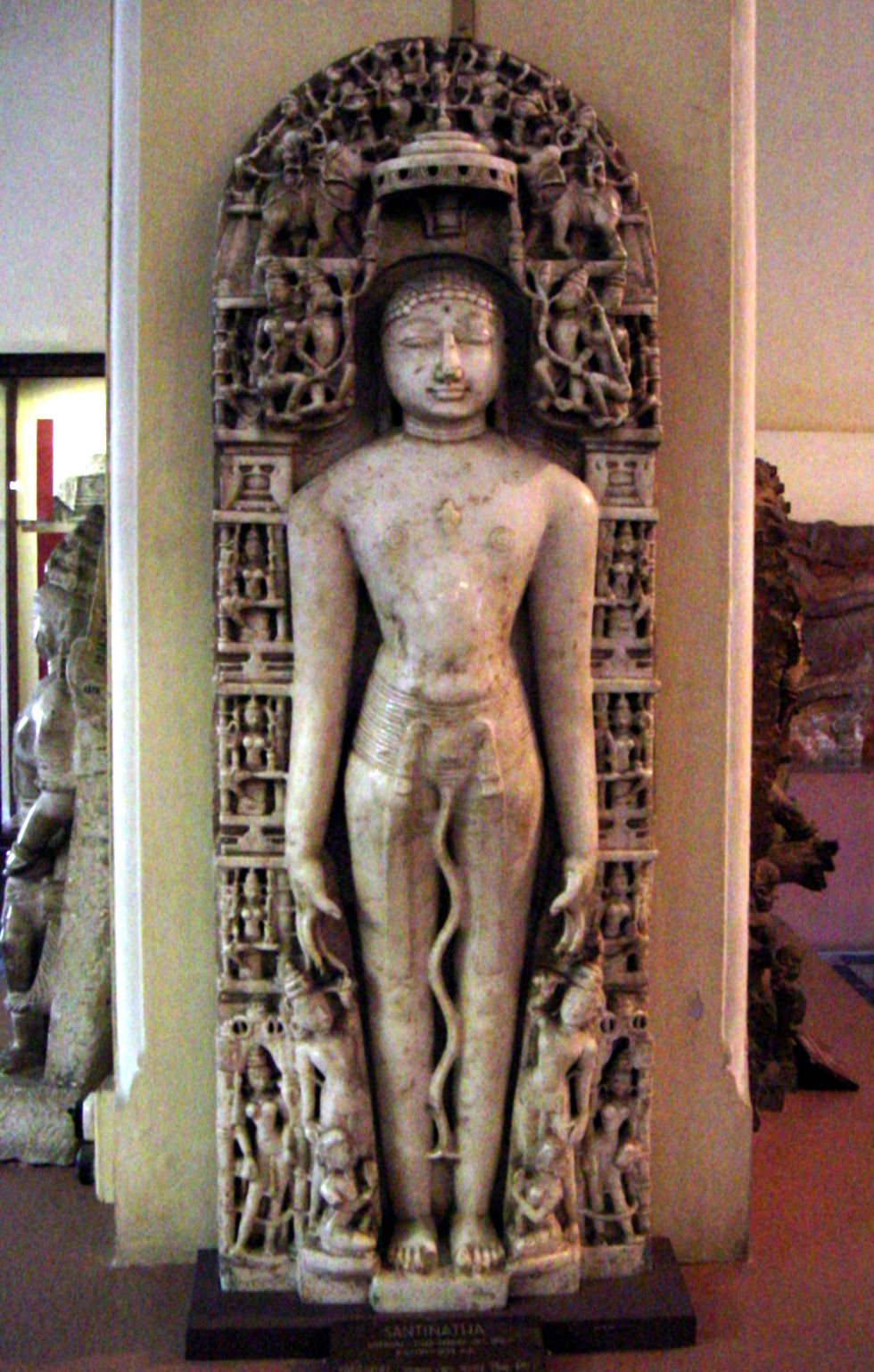
Статуя Шантинатхы, Синд
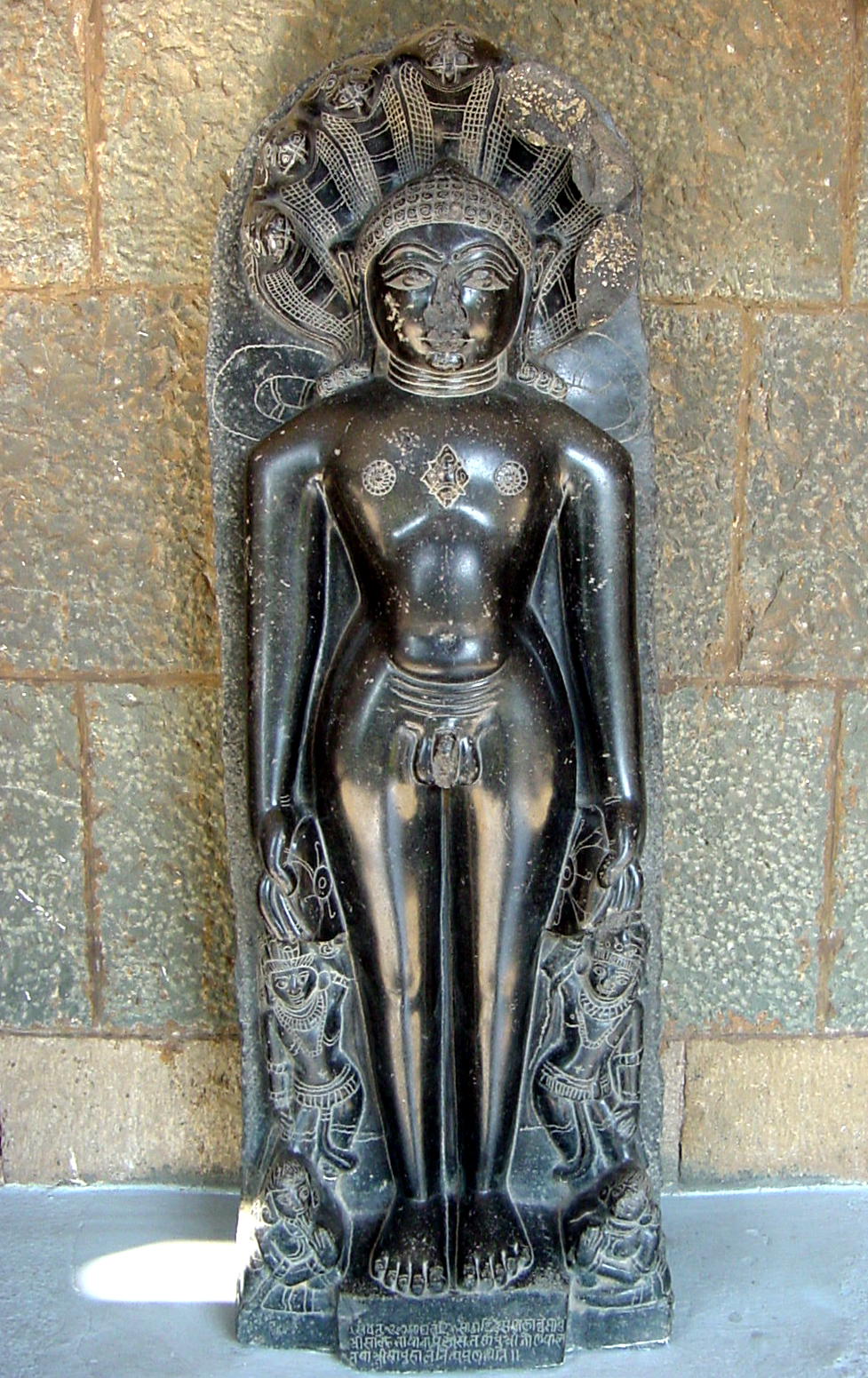
Статуя Паршвы (XII в.)
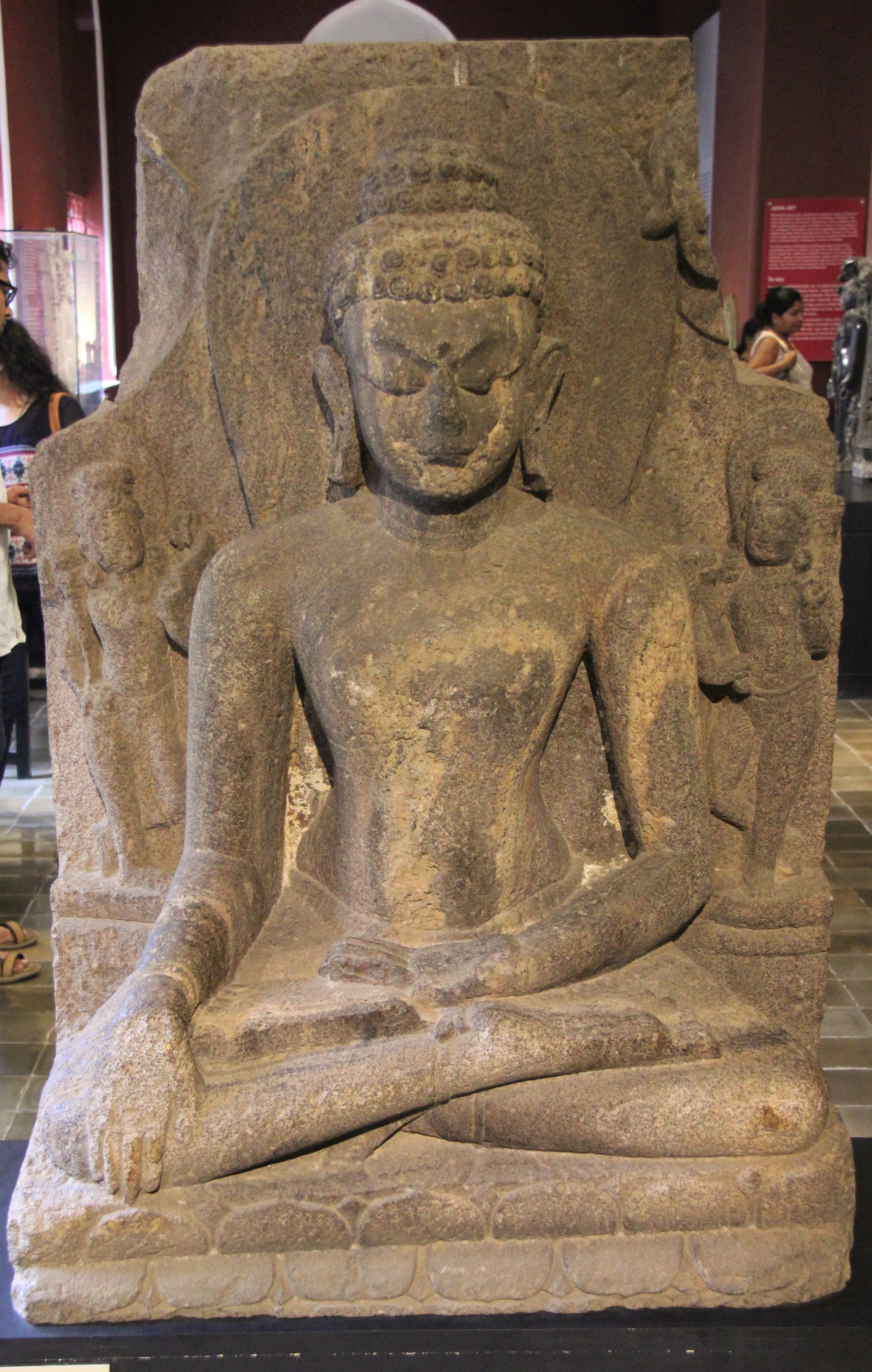
Статуя Будды, Орисса (XII в.)
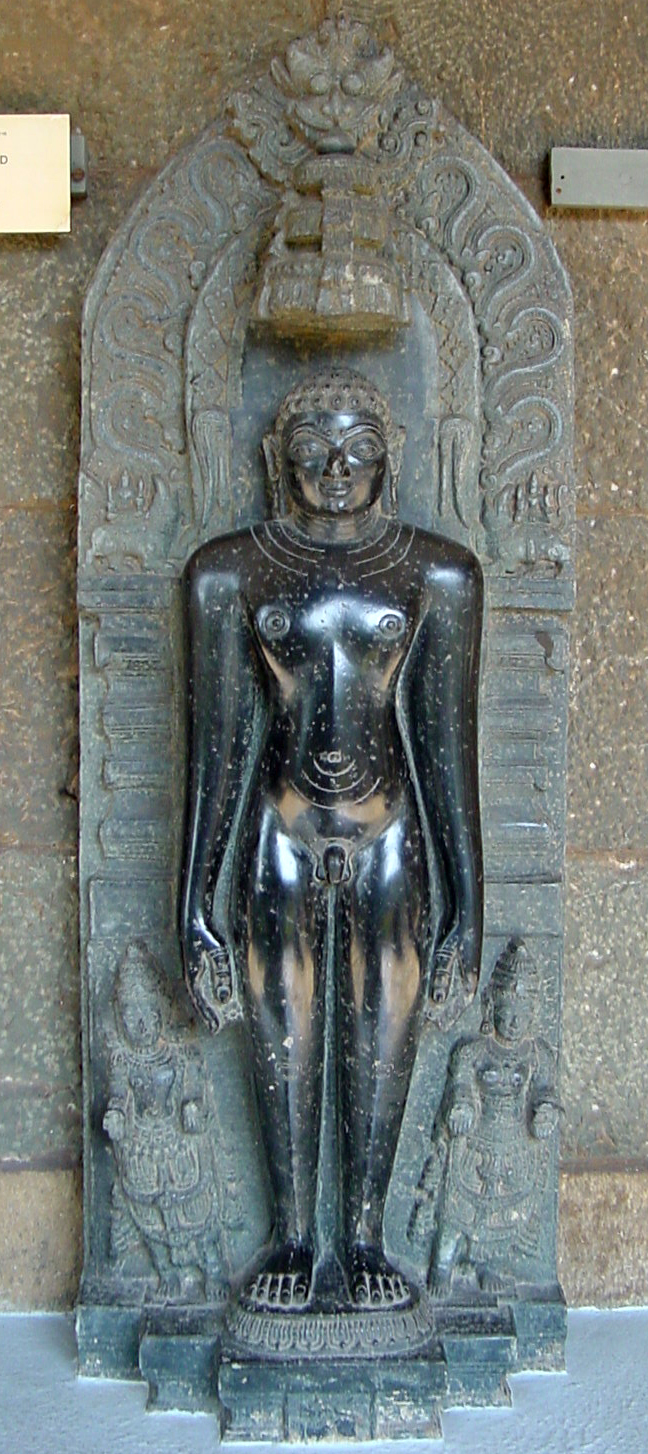
Статуя Махавиры, Карнатака (XII в.)
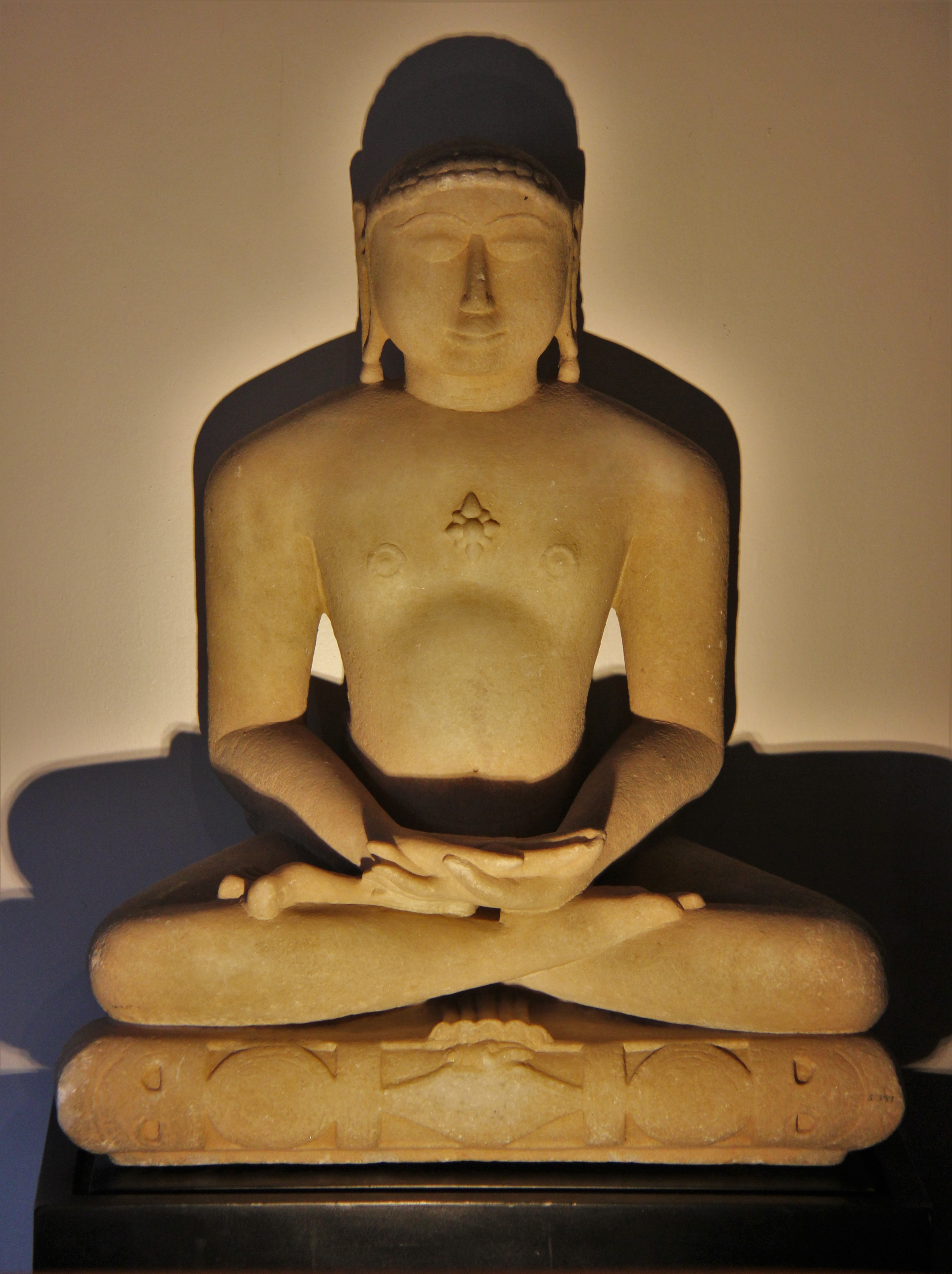
Мраморная статуя Тиртанкары, Гуджарат
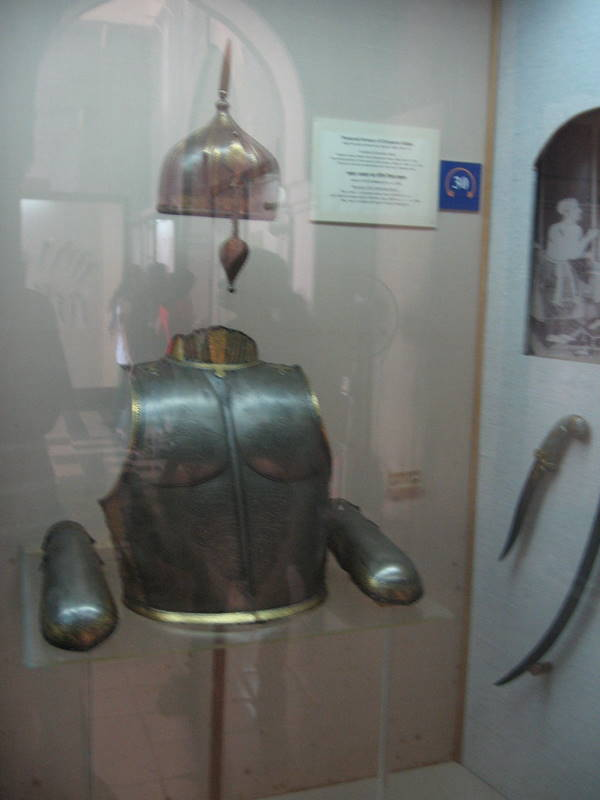
Доспехи Акбара I
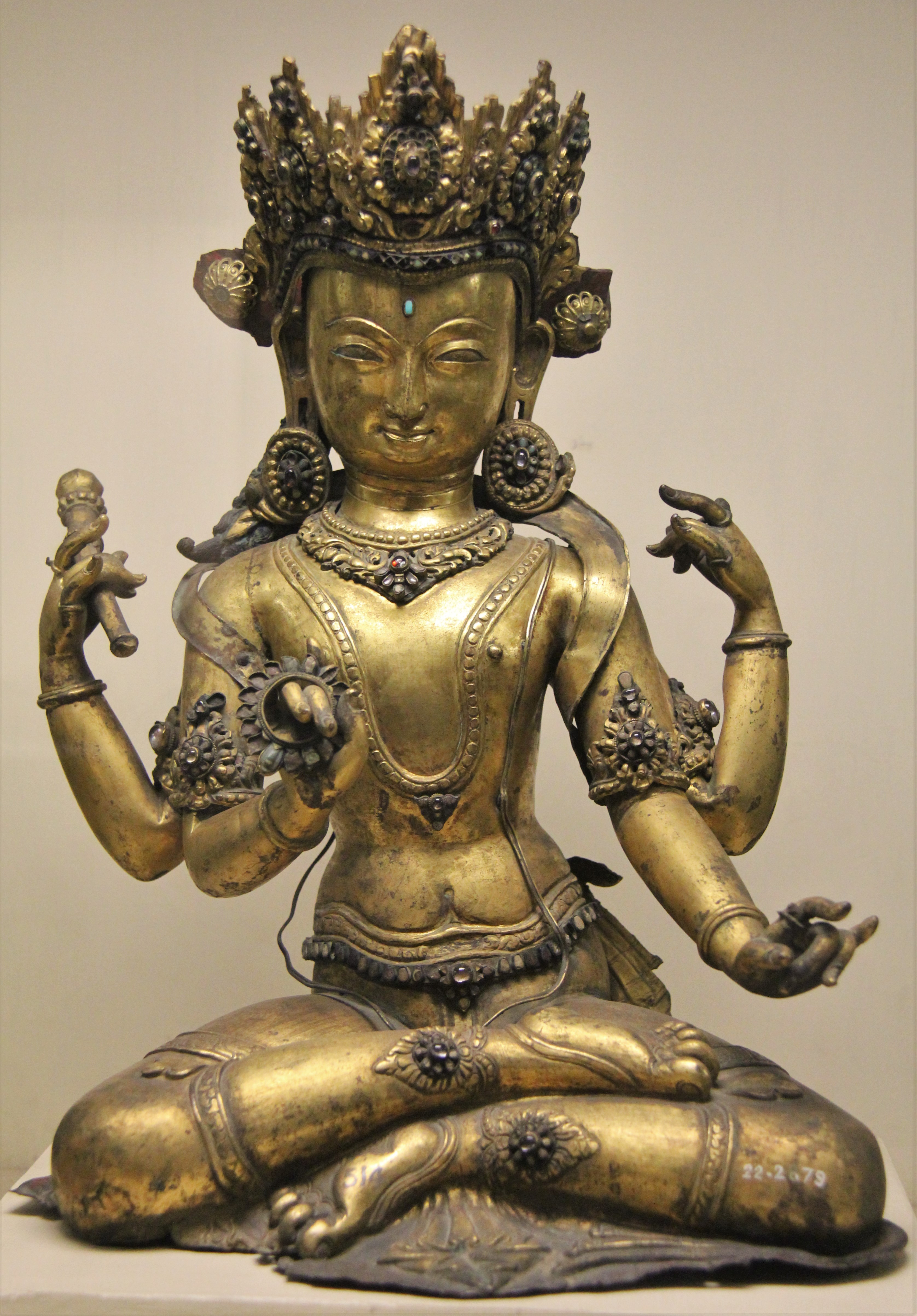
Статуя Вишну, Непал (XVIII в.)
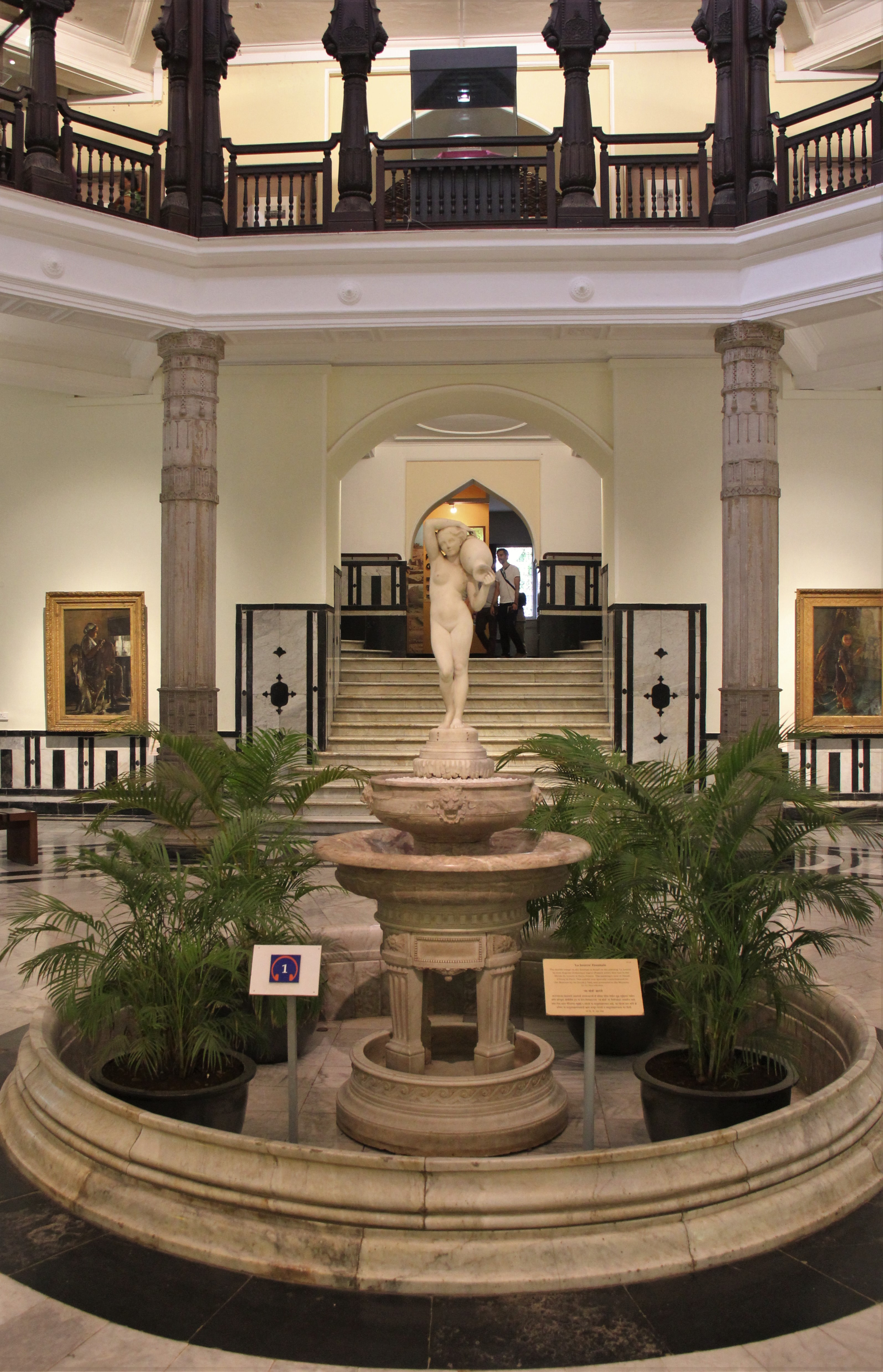
Главный холл музея
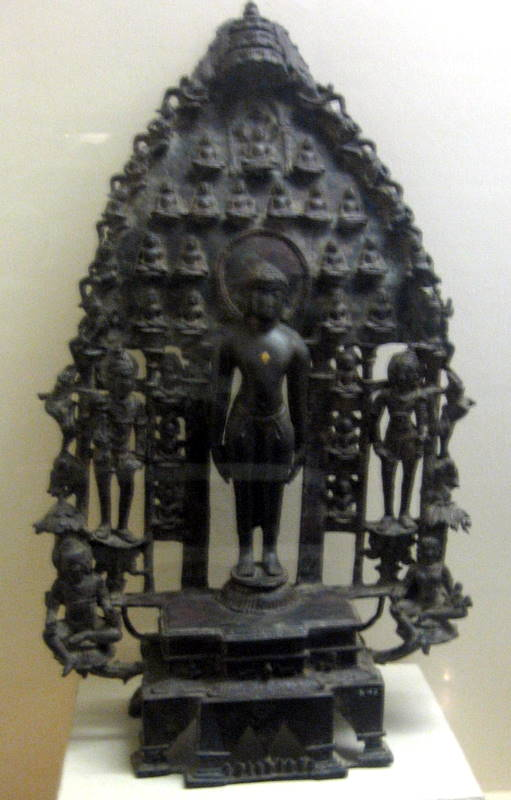
Статуя Ришабхы
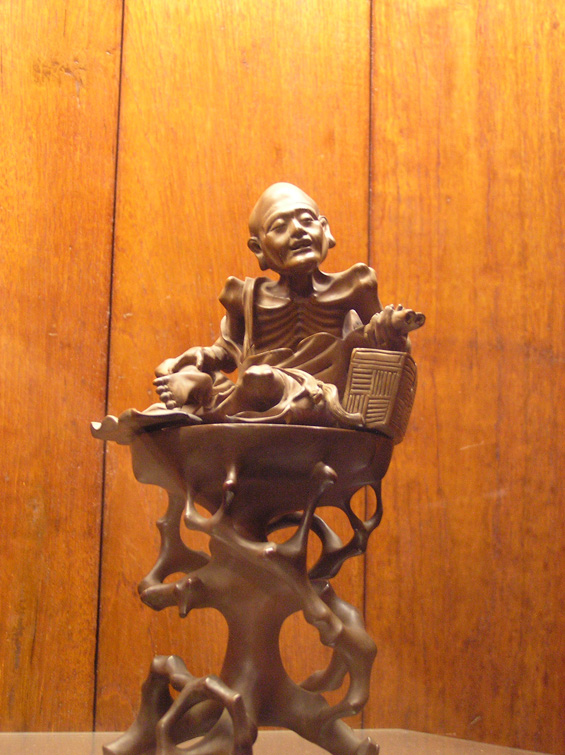
Японская скульптура
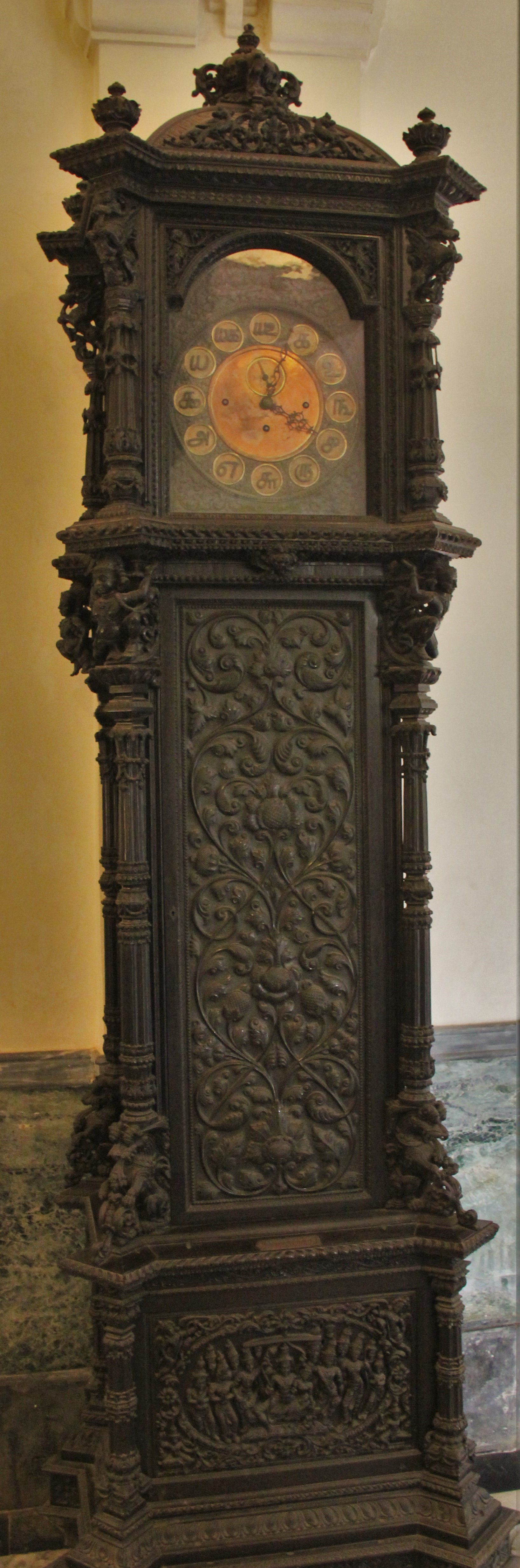
Часовой шкаф (начало XX в.)